# IC 1154
IC 1154 ist eine elliptische Galaxie vom Hubble-Typ E im Sternbild Kleiner Bär, die schätzungsweise 518 Millionen Lichtjahre von der Milchstraße entfernt ist.
Das Objekt wurde am 2. Juli 1888 von Lewis Swift entdeckt.